# Нови, Лидия Юльевна
Лидия Юльевна Нови (5 декабря 1927, Москва — 4 мая 2008, Москва) — советский и российский художник кино, педагог, заслуженный художник РСФСР (1983).

## Биография
Родилась 5 декабря 1927 года в Москве, в семье преподавателя МВТУ, инженера-теплотехника Юлия Осиповича Нови, впоследствии сотрудника Всесоюзного теплотехнического института. В 1956 году окончила художественный факультет Московского текстильного института по специальности «художник-модельер».
В 1957 году начала работать на киностудии «Мосфильм» художником-постановщиком, а вскоре стала художником по костюмам. Участвовала в работе над сложнопостановочными фильмами с Юлием Райзманом, Сергеем Урусевским, Леонидом Гайдаем, Сергеем Бондарчуком, Андреем Тарковским, Александром Аловым и Владимиром Наумовым. Эскизы к фильмам и костюмы Лидии Нови неоднократно выставлялись на различных выставках. Так, костюмы к фильму «Борис Годунов» были представлены в 1986 году на Каннском и Берлинском кинофестивалях.
С 1977 года преподавала на художественном факультете Всероссийского государственного института кинематографии имени С. А. Герасимова. Вместе с Ольгой Кручининой является основателем Мастерской художника кино и телевидения по костюмам.
Член Союза кинематографистов СССР с 1968 года, член Гильдии художников при СК России, член Союза художников СССР с 1969 года.
Скончалась 4 мая 2008 года в Москве. Прах захоронен в колумбарии на Донском кладбище.
Эскизы костюмов Л. Нови к фильмам ныне находятся в Изобразительном фонде Музея кино, Российской государственной библиотеке искусств (РГБИ). В феврале 2010 года в РГБИ состоялась выставка её работ под названием «Мир кино Лидии Нови». В экспозиции были представлены костюмы к кинофильмам из «золотого» фонда киноконцерна «Мосфильм», эскизы из фондов РГБИ, Музея кино, Школы-студии МХАТ, фотографии, а также документы из частных архивов.

## Фильмография
- 1960 — Первое свидание
- 1961 — А если это любовь?
- 1962 — Суд
- 1966 — Андрей Рублёв
- 1968 — Бег иноходца
- 1970 — Бег
- 1972 — Визит вежливости
- 1976 — Легенда о Тиле
- 1976 — Ты — мне, я — тебе
- 1977 — Инкогнито из Петербурга
- 1981 — Тегеран-43
- 1983 — Спортлото-82
- 1984 — Берег
- 1986 — Борис Годунов

## Призы и награды
- 1974 — медаль «За трудовую доблесть» (12 апреля 1974) — за заслуги в развитии советской кинематографии и активное участие в коммунистическом воспитании трудящихся[13].
- 1978 — специальный приз жюри Ереванского кинофестиваля «За высокую культуру изобразительного решения фильма» за костюмы в фильме «Легенда о Тиле».
- 1983 — заслуженный художник РСФСР.
- 1988 — премия «Ника» в номинации Лучшая работа художника по костюмам за фильм «Борис Годунов».
- 1997 — премия Госфильмофонда «За личный творческий вклад в коллекцию фильмов, хранящихся в Госфильмофонде».
- 1999 — орден Дружбы.